# O Lucky Man!
O Lucky Man! (conocida en Latinoamérica como Un hombre de suerte) es una película británica de 1973 dirigida por Lindsay Anderson y protagonizada por Malcolm McDowell en el papel de Mick Travis reapareciendo nuevamente tras su interpretación en la película del mismo director If... (1968). Fue exhibida en el Festival de Cannes de 1973. Algunos críticos de cine consideran a esta película como una de las mejores producciones cinematográficas en la historia del cine británico.

## Sinopsis
Esta película en formato de musical se presenta como una alegoría de las trampas del capitalismo, ya que narra las aventuras de un joven vendedor de café en Europa que consigue el éxito económico pero en su andar descubre que el capitalismo tiene muchos matices.

## Reparto
- Malcolm McDowell es Mick Travis / Jefe de la plantación.
- Ralph Richardson es Monty / James Burgess.
- Rachel Roberts es Gloria Rowe / Madame Paillard / Señora Richards.
- Arthur Lowe es Mr. Duff / Charlie Johnson / Dr. Munda
- Helen Mirren es Patricia / Recepcionista.
- Graham Crowden es Dr. Millar / Profesor Stewart.
- Dandy Nichols es la mujer en la instalación militar.
- Peter Jeffrey es el presidente.
- Mona Washbourne es la vecina / Usher / Hermana Hallett.
- Philip Stone es Jenkins / Interrogador.